# 10 av. J.-C.
Pour les articles homonymes, voir Dix (homonymie).
Cette page concerne l'année 10 av. J.-C. du calendrier julien.

## Événements

Obélisque du Montecitorio.

- Quatre obélisques égyptiens du VIIe siècle sont transportés à Rome sur ordre d'Auguste, depuis Héliopolis. Mise en place de l'Horologium d’Auguste[1].

- Guerre de Germanie : campagne de Drusus contre les Chattes ; il construit un pont près de Bonna, l'actuelle Bonn[2].
- Attaque des Daces contre les intérêts romains sur le Danube, au début de l'année[3].

## Naissances
- 1er août : Claude, empereur romain, à Lugdunum (aujourd'hui, Lyon), fils de Drusus et d'Antonia Minor.
- Hérode Agrippa Ier, dernier roi juif de Judée.
- Ponce Pilate, chevalier romain, préfet de Judée[4].